# 社会主义替代 (澳大利亚)
社会主义替代（英語：Socialist Alternative）是澳大利亚的一个革命社会主义政党。该党成立于1995年，由“国际社会主义组织”的前成员创建。该党的意识形态是马克思主义、托洛茨基主义。该党的政治立场是极左翼。该党出版刊物《红旗》和《马克思主义左翼评论》。该党的总部位于墨尔本。该党认同国际社会主义倾向的基本政治立场，但也是第四国际的常驻观察员。该党的的维多利亚州分支参加选举联盟维多利亚社会主义者。